# Orsonwelles
Orsonwelles is een geslacht van spinnen uit de familie hangmatspinnen (Linyphiidae).
De wetenschappelijke naam werd voor het eerst gepubliceerd door Gustavo Hormiga in 2002. Hij noemde dit geslacht van grote tot zeer grote (14 cm) spinnen naar filmmaker en acteur Orson Welles.
Hormiga breidde het eerbetoon aan Welles uit naar de soortnamen. O. bellum verwijst naar Welles' hoorspel "The War of the Worlds"; andere namen verwijzen naar bekende films (O. malus: "Touch of Evil"; O. iudicium: "The Trial"; O. polites: "Citizen Kane" - polites is Latijn voor burger, "citizen"; O. ambersonorum: "The Magnificent Ambersons") en filmrollen van Orson Welles (Othello; Macbeth; Falstaff in "Chimes at Midnight"; O. calx verwijst naar Harry Lime, Welles' personage in "The Third Man": calx is Latijn voor "kalk", "lime" in het Engels).
Deze spinnen komen voor op de eilanden van Hawaii. Elke soort komt over het algemeen voor in een beperkt gebied en is endemisch op een welbepaald eiland.

## Soorten
De volgende soorten zijn bij het geslacht ingedeeld:
- Orsonwelles ambersonorum Hormiga, 2002
- Orsonwelles arcanus Hormiga, 2002
- Orsonwelles bellum Hormiga, 2002
- Orsonwelles calx Hormiga, 2002
- Orsonwelles falstaffius Hormiga, 2002
- Orsonwelles graphicus (Simon, 1900)
- Orsonwelles iudicium Hormiga, 2002
- Orsonwelles macbeth Hormiga, 2002
- Orsonwelles malus Hormiga, 2002
- Orsonwelles othello Hormiga, 2002
- Orsonwelles polites Hormiga, 2002
- Orsonwelles torosus (Simon, 1900)
- Orsonwelles ventus Hormiga, 2002